# Spermacoce berteroana
Spermacoce berteroana là một loài thực vật có hoa trong họ Thiến thảo. Loài này được Howard miêu tả khoa học đầu tiên năm 1988.